# Hans Georg Nägeli
Hans Georg Nägeli (ur. 26 maja 1773 w Wetzikon, zm. 26 grudnia 1836 w Zurychu) – szwajcarski kompozytor i wydawca muzyczny.

## Życiorys
Był synem pastora. Podstawy edukacji muzycznej otrzymał od ojca, następnie był uczniem Johanna Davida Brüninga. W 1791 roku założył w Zurychu własny sklep z muzykaliami i wypożyczalnię nut, a wkrótce potem także wydawnictwo. Zbierał autografy muzyczne i kopie dzieł dawnych mistrzów, wydawał w systemie subskrypcyjnym utwory na instrumenty klawiszowe J.S. Bacha i G.F. Händla. Od 1803 roku publikował serię „Répertoire des Clavecinistes”, w ramach której ukazały się pierwodruki wielu utworów Ludwiga van Beethovena, a także Maximiliana Stadlera, Muzio Clementiego czy J.B. Cramera. W 1807 roku, ze względu na problemy finansowe, odsprzedał swoją firmę pastorowi J.C. Hugowi i jego bratu Kasparowi. Nägeli pozostał pracownikiem firmy do 1818 roku, kiedy to odszedł z niej i założył nowe wydawnictwo.
Przyczynił się do rozwoju towarzystw chóralnych, w 1805 roku założył w Zurychu Singinstitut, w 1826 roku Sängerverein, a w 1828 roku Musikalischer Frauenverein. W latach 20. XIX wieku odbył podróże po wielu miastach niemieckich, w trakcie których wygłaszał odczyty na temat muzyki, estetyki i pedagogiki muzycznej. Był autorem licznych prac i esejów, należał do zwolenników formalistycznego trendu w estetyce muzycznej. W 1833 roku uniwersytet w Bonn nadał mu tytuł doktora honoris causa. Komponował utwory chóralne oraz pieśni.